# Puchar Wysp Owczych w piłce nożnej (1993)
Puchar Wysp Owczych w piłce nożnej mężczyzn 1993 (far. Løgmanssteypið) – 47. edycja rozgrywek mających na celu wyłonienie zdobywcy Pucharu Wysp Owczych. Tytułu bronił klub HB Tórshavn, a przejął go B71 Sandoy.

## Uczestnicy
W Pucharze Wysp Owczych wzięły udział drużyny ze wszystkich poziomów ligowych na archipelagu.
| Grający od rundy eliminacyjnej | Grający od rundy eliminacyjnej                                                                               | Grający od rundy eliminacyjnej | Grający od rundy eliminacyjnej | Grający od rundy wstępnej                                        |
| 1. deild 1993 10 drużyn | 2. deild 1993 8 drużyn                                                                                       | 3. deild 1993 1 drużyna        | 4. deild 1993 5 drużyn         | 4. deild 1993 5 drużyn                                           |
| - B36 Tórshavn - B68 Toftir - B71 Sandoy - GÍ Gøta - HB Tórshavn - ÍF Fuglafjørður - KÍ Klaksvík - LÍF Leirvík - TB Tvøroyri - VB Vágur | - EB/Streymur - MB Miðvágur - NSÍ Runavík - Royn Hvalba - SÍ Sørvágur - SÍ Sumba - SÍF Sandavágur - Skála ÍF | - Æsir Vestmanna               | - AB Argir                     | - Driv Tórshavn - Fram Tórshavn - KB Tórshavn - Skansin Tórshavn |

## Terminarz
| Runda              | Data pierwszego meczu               | Data drugiego meczu | Uwagi                                                                               |
| ------------------ | ----------------------------------- | ------------------- | ----------------------------------------------------------------------------------- |
| Runda wstępna      | 21 marca 1993                       | nie rozgrywa się    | Udział rozpoczęły drużyny z Tórshavn grające poniżej 3. deild 1993.                 |
| Runda eliminacyjna | 27, 28 i 30 marca i 4 kwietnia 1993 | nie rozgrywa się    | Udział rozpoczęły wszystkie pozostałe drużyny                                       |
| Ćwierćfinał        | 7 i 8 kwietnia 1993                 | nie rozgrywa się    |                                                                                     |
| Półfinał           | 28 i 29 maja 1993                   | 3 lipca 1993        |                                                                                     |
| Finał              | 3 sierpnia 1993                     | 22 września 1993    | Rozegrano dogrywkę finału ponieważ mecz w pierwszym terminie zakończył się remisem. |

## Runda wstępna
| Drużyna 1     | Wynik | Drużyna 2        |
| ------------- | ----- | ---------------- |
| 21 marca 1993 |       |                  |
| Fram Tórshavn | 4:0   | Skansin Tórshavn |
| Driv Tórshavn | 2:3   | KB Tórshavn      |

| 21 marca 1993 | Fram Tórshavn | 4:0   | Skansin Tórshavn |          |
|               |               | (0:0) |                  | Tórshavn |

| 21 marca 1993     | Driv Tórshavn      | 2:3   | KB Tórshavn                                              |                                               |
|                   | Ole Pedersen       | (0:1) | Gunnleif Rasmussen · Hans Jacob Heinesen · Mark Hayfield | Tórshavn Sędzia: Birgir Sondum (B36 Tórshavn) |
| Kenn B. Rasmussen | Petur Hans Joensen | (0:1) |                                                          | Tórshavn Sędzia: Birgir Sondum (B36 Tórshavn) |

## Runda eliminacyjna

### 1. runda
| Drużyna 1      | Wynik   | Drużyna 2      |
| -------------- | ------- | -------------- |
| 27 marca 1993  |         |                |
| SÍF Sandavágur | 3:2     | SÍ Sumba       |
| EB/Streymur    | 3:2     | Royn Hvalba    |
| 28 marca 1993  |         |                |
| Fram Tórshavn  | 2:7     | Æsir Vestmanna |
| AB Argir       | 1:3     | SÍ Sørvágur    |
| KB Tórshavn    | 1:5     | Skála ÍF       |
| 30 marca 1993  |         |                |
| MB Miðvágur    | 1:1 pd. | NSÍ Runavík    |

| 27 marca 1993   | SÍF Sandavágur | 3:2   | SÍ Sumba                    |                                                              |
|                 | Torkil Nielsen | (2:2) | Georg Kjærbo · René Thomsen | Valloyran, Sandavágur Sędzia: Trúgvi Fagraberg (MB Miðvágur) |
| Álvur Samuelsen |                | (2:2) |                             | Valloyran, Sandavágur Sędzia: Trúgvi Fagraberg (MB Miðvágur) |

| 27 marca 1993 | EB/Streymur                                  | 3:2   | Royn Hvalba       |                                        |
|               | Egil á Bø · Jógvan Sólsker · Jákup W. Hansen | (2:2) | Vilmund Michelsen | Sędzia: Sunleiv Højgaard (NSÍ Runavík) |
|               | Vilmund Michelsen                            | (2:2) |                   | Sędzia: Sunleiv Højgaard (NSÍ Runavík) |

| 28 marca 1993                     | Fram Tórshavn                        | 2:7   | Æsir Vestmanna                                                            |                                              |
|                                   | Karl Johannesen · Martin Wennerström | (1:5) | Bárður Nielsen · Hálvdan Haldansen · Jákup Jóanesarson · Alfred Hummeland | Tórshavn Sędzia: Jógvan Olsen (B36 Tórshavn) |
| Danny Danielsen · Álvur Danielsen |                                      | (1:5) |                                                                           | Tórshavn Sędzia: Jógvan Olsen (B36 Tórshavn) |

| 28 marca 1993  | AB Argir             | 1:3   | SÍ Sørvágur                                  |                                                            |
|                | Martin Venned        | (1:3) | Jan Yttesen · Jón Henriksen · Hans Kári Vang | Skansi Arena, Argir Sędzia: Bergur Magnussen (EB/Streymur) |
| Sámal Clothier | Wenningsted Jacobsen | (1:3) |                                              | Skansi Arena, Argir Sędzia: Bergur Magnussen (EB/Streymur) |

| 28 marca 1993 | KB Tórshavn   | 1:5   | Skála ÍF                                            |                                                      |
|               | Mark Hayfield | (1:3) | Agnar Højgaard · Asbjørn Mikkelsen · John Mikkelsen | Tórshavn Sędzia: Johan Petur Michelsen (HB Tórshavn) |
|               | Pauli Poulsen | (1:3) |                                                     | Tórshavn Sędzia: Johan Petur Michelsen (HB Tórshavn) |

| 30 marca 1993  | MB Miðvágur | 1:1 | NSÍ Runavík |                                                           |
|                |             |     |             | MB-Arena, Miðvágur Sędzia: Sune Johansen (SÍF Sandavágur) |
| Sonny Johansen |             |     |             |                                                           |

### 2. runda
| Drużyna 1       | Wynik   | Drużyna 2       |
| --------------- | ------- | --------------- |
| 3 kwietnia 1993 |         |                 |
| VB Vágur        | 6:1     | Æsir Vestmanna  |
| 4 kwietnia 1993 |         |                 |
| GÍ Gøta         | 2:1     | B68 Toftir      |
| B71 Sandoy      | 3:0     | LÍF Leirvík     |
| B36 Tórshavn    | 3:1 pd. | NSÍ Runavík     |
| Skála ÍF        | 2:6     | ÍF Fuglafjørður |
| SÍF Sandavágur  | 4:1     | EB/Streymur     |
| SÍ Sørvágur     | 0:1     | KÍ Klaksvík     |
| HB Tórshavn     | 4:0     | TB Tvøroyri     |

| 3 kwietnia 1993 | VB Vágur                                           | 6:1   | Æsir Vestmanna    |                                                        |
|                 | Pól Thorsteinsson · Bjartur Nolsøe · John Eystberg | (1:1) | Jákup Jóanesarson | á Eiðinum, Vágur Sędzia: Poul Erik Jacobsen (SÍ Sumba) |
|                 | Vagnur Djurhuus                                    | (1:1) |                   | á Eiðinum, Vágur Sędzia: Poul Erik Jacobsen (SÍ Sumba) |

| 4 kwietnia 1993 | GÍ Gøta                            | 2:1   | B68 Toftir          |                                                             |
|                 | Rúni Justinussen · Jan Skoradal    | (0:1) | Jógvan Martin Olsen | Sarpugerði, Norðragøta Sędzia: Lassin Isaksen (KÍ Klaksvík) |
|                 | Øssur Hansen · Jógvan Martin Olsen | (0:1) |                     | Sarpugerði, Norðragøta Sędzia: Lassin Isaksen (KÍ Klaksvík) |

| 4 kwietnia 1993 | B71 Sandoy                               | 3:0   | LÍF Leirvík |                                                      |
|                 | Ib Olsen · Torbjørn Jensen · ? ?' (sam.) | (0:0) |             | inni í Dal, Sandur Sędzia: Egga Jensen (HB Tórshavn) |
|                 | Henry á Reynatrøð                        | (0:0) |             | inni í Dal, Sandur Sędzia: Egga Jensen (HB Tórshavn) |

| 4 kwietnia 1993 | B36 Tórshavn                                                      | 3:1 (pd.)  | NSÍ Runavík         |                                                                          |
|                 | Jens Kristian Hansen 1', 115' · Jan Poulsen                       | (1:0, 1:1) | 65' Johnny Skibenæs | Gundadalur (ovari vøllur), Tórshavn Sędzia: Nemus Djurhuus (HB Tórshavn) |
|                 | Djóni Joensen · Trygvi Mortensen · Símun Danielsen · Sámal Hansen | (1:0, 1:1) |                     | Gundadalur (ovari vøllur), Tórshavn Sędzia: Nemus Djurhuus (HB Tórshavn) |

| 4 kwietnia 1993 | Skála ÍF                        | 2:6   | ÍF Fuglafjørður                                      |                                                              |
|                 | Agnar Højgaard · Heri Mikkelsen | (1:0) | Margeir Hansen · Ólavur Ellingsgaard · Símun Eliasen | undir Mýruhjalla, Skála Sędzia: Niklas á Líðarenda (GÍ Gøta) |
| James Olsen     | Tórstein Joensen                | (1:0) |                                                      | undir Mýruhjalla, Skála Sędzia: Niklas á Líðarenda (GÍ Gøta) |

| 4 kwietnia 1993 | SÍF Sandavágur                                       | 4:1   | EB/Streymur    |                                                              |
|                 | Torkil Nielsen · Arngrím S. Thomassen · Hannus Olsen | (3:0) | Jógvan Sólsker | Valloyran, Sandavágur Sędzia: Trúgvi Fagraberg (MB Miðvágur) |

| 4 kwietnia 1993                       | SÍ Sørvágur   | 0:1   | KÍ Klaksvík  |                                                             |
|                                       |               | (0:0) | Kurt Mørkøre | á Dungasandi, Sørvágur Sędzia: Birgir Sondum (B36 Tórshavn) |
| Wenningsted Jacobsen · Steinar Hansen | Allan Mørkøre | (0:0) |              | á Dungasandi, Sørvágur Sędzia: Birgir Sondum (B36 Tórshavn) |

| 4 kwietnia 1993 | HB Tórshavn                                         | 4:0   | TB Tvøroyri |                                                                            |
|                 | Gunnar Mohr · Uni Arge · Jan Dam                    | (2:0) |             | Gundadalur (ovari vøllur), Tórshavn Sędzia: Kim Ejdesgaard (Fram Tórshavn) |
|                 | Rolf Christiansen · Magni Petersen · Óli Johannesen | (2:0) |             | Gundadalur (ovari vøllur), Tórshavn Sędzia: Kim Ejdesgaard (Fram Tórshavn) |

## Runda finałowa

### Ćwierćfinały
| Drużyna 1       | Wynik | Drużyna 2       |
| --------------- | ----- | --------------- |
| 7 kwietnia 1993 |       |                 |
| VB Vágur        | 3:0   | KÍ Klaksvík     |
| 8 kwietnia 1993 |       |                 |
| B71 Sandoy      | 8:1   | SÍF Sandavágur  |
| GÍ Gøta         | 1:3   | HB Tórshavn     |
| B36 Tórshavn    | 3:2   | ÍF Fuglafjørður |

| 7 kwietnia 1993 | VB Vágur                                 | 3:0   | KÍ Klaksvík |                                                         |
|                 | Jens Sivar Djurhuus · Egill Steinþórsson | (1:0) |             | á Eiðinum, Vágur Sędzia: Petur Erhard Kjærbo (SÍ Sumba) |
| Eyðun Kjærbo    |                                          | (1:0) |             | á Eiðinum, Vágur Sędzia: Petur Erhard Kjærbo (SÍ Sumba) |

| 8 kwietnia 1993 | B71 Sandoy                                                                        | 8:1   | SÍF Sandavágur |                                                             |
|                 | Bjarki Mohr · Eli Hentze · Rúni í Soylu · Jóan Petur Clementsen · Torbjørn Jensen | (3:0) | Búgvi Joensen  | inni í Dal, Sandur Sędzia: Herman Midjord (ÍF Fuglafjørður) |

| 8 kwietnia 1993 | GÍ Gøta                      | 1:3   | HB Tórshavn |                                                                   |
|                 | Rúni Justinussen             | (1:1) | Gunnar Mohr | Sarpugerði, Norðragøta Sędzia: Baldvin Baldvinsson (B36 Tórshavn) |
|                 | Kári Reynheim · Gilli Wardum | (1:1) |             | Sarpugerði, Norðragøta Sędzia: Baldvin Baldvinsson (B36 Tórshavn) |

| 8 kwietnia 1993 | B36 Tórshavn                        | 3:2   | ÍF Fuglafjørður |                                                                          |
|                 | Jens Kristian Hansen · Todi Jónsson | (2:2) | Margeir Hansen  | Gundadalur (ovari vøllur), Tórshavn Sędzia: Jóhan Carl Dam (HB Tórshavn) |
| Jákup Mørk      | André Magnussen · Margeir Hansen    | (2:2) |                 | Gundadalur (ovari vøllur), Tórshavn Sędzia: Jóhan Carl Dam (HB Tórshavn) |

### Półfinały
| Drużyna 1                            | Wynik dwumeczu | Drużyna 2    | Pierwszy mecz | Drugi mecz |
| ------------------------------------ | -------------- | ------------ | ------------- | ---------- |
| HB Tórshavn                          | 7 – 4          | VB Vágur     | 4:0           | 3:4        |
| B71 Sandoy                           | 3 – 2          | B36 Tórshavn | 1:1           | 2:1        |
| Po lewej gospodarz pierwszego meczu. |                |              |               |            |

#### Pierwsze mecze
| 28 maja 1993 | HB Tórshavn                                                             | 4:0   | VB Vágur |                                                                                |
|              | Leivur Holm 6' · Uni Arge 40' · Kári Reynheim 56' · Hegga Samuelsen 70' | (2:0) |          | Gundadalur (ovari vøllur), Tórshavn Sędzia: Baldvin Baldvinsson (B36 Tórshavn) |
| Jón Dahl 19' | 12' Eyðun Jacobsen                                                      | (2:0) |          | Gundadalur (ovari vøllur), Tórshavn Sędzia: Baldvin Baldvinsson (B36 Tórshavn) |

| 29 maja 1993 | B71 Sandoy      | 1:1   | B36 Tórshavn                 |                                                           |
| 14:45 WEST   | Piotr Krakowski | (0:1) | Tummas Eli Hansen            | inni í Dal, Sandur Sędzia: Kim Ejdesgaard (Fram Tórshavn) |
| 14:45 WEST   | Niclas Joensen  | (0:1) | Jacek Burkhardt · Jákup Mørk | inni í Dal, Sandur Sędzia: Kim Ejdesgaard (Fram Tórshavn) |

#### Rewanże
| 3 lipca 1993 | VB Vágur                                         | 4:3   | HB Tórshavn                         |                                                           |
|              | Eyðun Jacobsen · Pól Thorsteinsson · Per Joensen | (1:1) | Suni Reinert · Sigfríður Clementsen | á Eiðinum, Vágur Sędzia: Petur Hans Joensen (KÍ Klaksvík) |
|              | Petur Eiriksson                                  | (1:1) |                                     | á Eiðinum, Vágur Sędzia: Petur Hans Joensen (KÍ Klaksvík) |

| 3 lipca 1993                   | B36 Tórshavn                                       | 1:2   | B71 Sandoy                                      |                                                                          |
|                                | Kári Gullfoss 21'                                  | (1:2) | 11' Torbjørn Jensen · 17' Jóan Petur Clementsen | Gundadalur (ovari vøllur), Tórshavn Sędzia: Niklas á Líðarenda (GÍ Gøta) |
| Jóannes Guttesen · Jan Poulsen | Ib Olsen · Piotr Krakowski · Jóan Petur Clementsen | (1:2) |                                                 | Gundadalur (ovari vøllur), Tórshavn Sędzia: Niklas á Líðarenda (GÍ Gøta) |

### Finał
| Drużyna 1                            | Wynik dwumeczu | Drużyna 2  | Pierwszy mecz | Drugi mecz |
| ------------------------------------ | -------------- | ---------- | ------------- | ---------- |
| HB Tórshavn                          | 2 – 3          | B71 Sandoy | 1:1           | 1:2        |
| Po lewej gospodarz pierwszego meczu. |                |            |               |            |

#### Pierwszy mecz
| 3 sierpnia 1993 | HB Tórshavn · Rúni Nolsøe 20'                        | 1:1 pd.(1:0, 1:1, 1:1)Raport | B71 Sandoy · 85' Páll á Reynatúgvu                                   | Gundadalur (ovari vøllur), Tórshavn Sędzia: Lassin Isaksen (KÍ Klaksvík) |
|                 | kartki: · Leivur Holm 55' · Sigfríður Clementsen 83' |                              | kartki: · 36' Sofus Clementsen · 65' Bjarki Mohr · 112' Jerzy Bzdega |                                                                          |

|                 |    |                      |
|                 |    |                      |
| BR              | 1  | Kaj Leo Johannesen   |
| OB              | 3  | Jón Dahl             |
| OB              | 4  | Andreas Hansen       |
| OB              | 6  | Jan Dam              |
| OB              | 7  | Jóannes Jakobsen (C) |
| OB              | 8  | Ari Thomassen        |
| PO              | 2  | Rúni Nolsøe          |
| PO              | 9  | Leivur Holm          |
| PO              | 14 | Hans Thomassen       |
| NA              | 15 | Uni Arge             |
| NA              | 16 | Kári Reynheim        |
| Rezerwowi:      |    |                      |
| BR              | 12 | Rúni Árting          |
| PO              | 11 | Julian Johnsson      |
| PO              | 13 | Ingi Rasmussen       |
| NA              | 5  | Jørgen Meitilberg    |
| NA              | 10 | Sigfríður Clementsen |
| Trener:         |    |                      |
| Sverri Jacobsen |    |                      |

|                 |    |                       |
|                 |    |                       |
| BR              | 1  | Jerzy Bzdega          |
| OB              | 2  | Bjarki Mohr           |
| OB              | 3  | Sofus Clementsen      |
| OB              | 4  | Ib Olsen              |
| OB              | 5  | Rúni í Soylu          |
| OB              | 6  | Niclas Joensen        |
| PO              | 8  | Piotr Krakowski       |
| PO              | 9  | Páll á Reynatúgvu (C) |
| PO              | 10 | Jóan Petur Clementsen |
| NA              | 13 | Torbjørn Jensen       |
| NA              | 14 | Eli Hentze            |
| Rezerwowi:      |    |                       |
| BR              | 16 | Marner Tausen         |
| OB              | 7  | John Sørensen         |
| OB              | 11 | Jákup Joensen         |
| PO              | 12 | Páll Ivan Petersen    |
| NA              | 15 | Frankie Jensen        |
| Trener:         |    |                       |
| Piotr Krakowski |    |                       |

#### Rewanż
| 22 września 1993 | B71 Sandoy · Torbjørn Jensen 35' · Páll á Reynatúgvu 49' | 2:1(1:1)Raport | HB Tórshavn · 45' Hans Petur í Brekkunum             | Gundadalur (ovari vøllur), Tórshavn Widzów: 1550 Sędzia: Lassin Isaksen (KÍ Klaksvík) |
|                  | kartki: · Eli Hentze 50'                                 |                | kartki: · 55' Andreas Hansen · 74' Niclas Johannesen |                                                                                       |

|                 |    |                       |
|                 |    |                       |
| BR              | 1  | Marner Tausen         |
| OB              | 2  | Bjarki Mohr           |
| OB              | 3  | Sofus Clementsen      |
| OB              | 4  | Ib Olsen              |
| OB              | 5  | Rúni í Soylu          |
| OB              | 6  | Niclas Joensen        |
| PO              | 8  | Piotr Krakowski       |
| PO              | 9  | Páll á Reynatúgvu (C) |
| PO              | 10 | Jóan Petur Clementsen |
| NA              | 13 | Torbjørn Jensen       |
| NA              | 14 | Eli Hentze            |
| Rezerwowi:      |    |                       |
| OB              | 7  | Jákup Joensen         |
| OB              | 11 | Jógvan Jón Petersen   |
| OB              | ?  | John Sørensen         |
| PO              | 12 | Páll Ivan Petersen    |
| NA              | 15 | Frankie Jensen        |
| Trener:         |    |                       |
| Piotr Krakowski |    |                       |

|                 |    |                          |
|                 |    |                          |
| BR              | 1  | Kaj Leo Johannesen (C)   |
| OB              | 4  | Andreas Hansen           |
| OB              | 6  | Niclas Johannesen        |
| OB              | 8  | Kári Nielsen             |
| PO              | 2  | Rúni Nolsøe              |
| PO              | 5  | Julian Johnsson          |
| PO              | 10 | Hans Petur í Brekkunum   |
| PO              | 14 | Hans Thomassen 78'       |
| NA              | 11 | Sigfríður Clementsen 63' |
| NA              | 15 | Uni Arge                 |
| NA              | 16 | Kári Reynheim            |
| Rezerwowi:      |    |                          |
| BR              | 12 | Rúni Árting              |
| OB              | 3  | Jón Dahl 63'             |
| OB              | 7  | Jóannes Jakobsen         |
| PO              | 9  | Sámal Erik Hentze 78'    |
| Trener:         |    |                          |
| Sverri Jacobsen |    |                          |

| Zdobywca Pucharu Wysp Owczych 1993 |
| B71 Sandoy 1. tytuł                |
| ---------------------------------- |